# روت ام این
روت ام این (به آلمانی: Rott am Inn) یک شهر در آلمان است که در بایرن واقع شده‌است.

## خصوصیات
روت ام این ۱۹٫۵۷ کیلومترمربع مساحت دارد ۴۸۱ متر بالاتر از سطح دریا واقع شده‌است.